# جنوب الشرقية (محافظة)
محافظة جنوب الشرقية تمثل الواجهة الجنوبية الشرقية لسلطنة عمان، وهي تطل على بحر العرب من ناحية الشرق، كما تتصل برمال الشرقية من ناحية الجنوب وبمحافظة الوسطى من ناحية الغرب. وشمال الشرقية من ناحيه الشمال. وتضم محافظة جنوب الشرقية خمس ولايات وهي صور والكامل والوافي وجعلان بني بوحسن وجعلان بني بوعلي ومصيرة ومركز المحافظة ولاية صور.

## السكان
يبلغ عدد سكان محافظة جنوب الشرقية 188,033 نسمة وفقا لنتائج التعداد العام للسكان والمساكن والمنشآت لعام 2010م.

## الأنشطة
في عام 1999م تم تدشين مشروع الغاز الطبيعي المسال في قلهات والذي يتم تصدير، كما يتم تصدير السماد إلى الهند من مصنع سماد اليوريا والأمونيا، وتم في العام 1999م كذلك إنشاء المنطقة الصناعية في صور لتكون منطقة للصناعات الصغيرة والمتوسطة .[بحاجة لمصدر]

## المحافظ
الشيخ عبد الله بن -مستهيل- شماس[بحاجة لمصدر]